# Clifford, der große rote Hund
Clifford, der große rote Hund (Originaltitel: Clifford the Big Red Dog) ist eine US-amerikanische Zeichentrickserie, die zwischen 2000 und 2003 produziert wurde. Sie ist der Vorgänger der Zeichentrickserie Clifford, der kleine rote Hund aus den Jahren 2003 bis 2006, die über die Zeit berichtet, als Clifford noch winzig klein war. Die Handlung basiert auf den Geschichten des US-amerikanischen Autors Norman Bridwell, der bereits mehr als 40 Bücher über Clifford veröffentlicht hat.

## Handlung
Anfangs war Clifford so klein, dass er in die Hand der kleinen Emily passte und dadurch ihr Herz eroberte. Mit der Zeit ist er aber überdimensional gewachsen und überragt Emily und ihre Freundinnen bei weitem. Seinen Sinn für Freundschaft und Gerechtigkeit hat er behalten und sorgt sich weiter optimistisch um die kleine Emily und spielt mit anderen tierischen Kameraden.

## Produktion und Veröffentlichung
Die Serie wurde zwischen 2000 und 2003 in den Vereinigten Staaten produziert. Dabei sind 25 Doppelfolgen und der Spielfilm Cliffords großer Auftritt entstanden. Die Produktion übernahmen Scholastic Entertainment und Mike Young Productions.
Erstmals wurde die Serie am 4. September 2000 auf PBS ausgestrahlt. Die deutsche Erstausstrahlung fand am 5. Dezember 2005 auf KIKA statt. Weitere Ausstrahlungen erfolgten auf Boomerang.

## Episodenliste
| Folge | deutscher Titel                                      |
| 1     | Cleo hat Angst / Freund in Not                       |
| 2     | Fanpost / Hoch soll sie leben!                       |
| 3     | Teddys Monster / Yannas Projekt                      |
| 4     | Stinkende Freunde / Mr. Bleakman ist wunderbar       |
| 5     | Zauber liegt in der Luft / Der Lieblingshund         |
| 6     | Groß, größer, am größten / Yannas Strickjacke        |
| 7     | Der gutmütige Teddy / Valentinstag                   |
| 8     | Prima peinlich / Der Glücksstein                     |
| 9     | Klein, aber oho! / Wie tickst du denn?               |
| 10    | Angeln, leicht gemacht / Kein Bad für Cleo           |
| 11    | Das komplette Chaos / König Mac                      |
| 12    | Wenn ich mal groß bin / Nicht jetzt, ich hab’ zu tun |
| 13    | Das Besondere an Teddy / Yanna schnüffelt herum      |
| 14    | Fritz hat sich verändert / Probleme mit Cybo         |
| 15    | Cleo und der Superkragen / Vorlesen macht Spaß       |
| 16    | Der Knochendieb / Der König der Piraten              |
| 17    | Der große Keks / Yannas Freundin                     |
| 18    | Der Schein trügt / Freunde fürs Leben                |
| 19    | Ganz viel Fantasie / Stromausfall                    |
| 20    | Eine große Hilfe / Immer Ärger mit den Kätzchen      |
| 21    | Auf Abwegen / Die neue Lehrerin                      |
| 22    | Detektive auf vier Pfoten / Immer eine Extrawurst    |
| 23    | Der bunte Clifford / Ich kann das nicht              |
| 24    | Hundehütten-Rock / Ein Champ kommt zu Besuch         |
| 25    | Prinzessin Cleo / Basketball-Geschichten             |